# SN 1999X
SN 1999X – supernowa typu Ia odkryta 27 stycznia 1999 roku w galaktyce CGCG180-22. Jej maksymalna jasność wynosiła 16,45m.